# Krzyżne
Die Krzyżne ist ein Gebirgspass im Süden der polnischen Woiwodschaft Kleinpolen in der Hohen Tatra. Der Pass liegt auf der Grenze der Gemeinden Zakopane und Bukowina Tatrzańska auf dem Ostgrat des Massivs der Świnica und verbindet das Tal Dolina Pańszczyca mit dem Tal Dolina Roztoki. Der Pass ist 2112 m ü.N.N. hoch und grenzt an die Gipfel Kopa nad Krzyżnem sowie Waksmundzki Wierch.

## Tourismus
▬  Auf dem Pass endet der rot markierte Höhenweg Orla Perć.
▬  Über den Pass führt ein gelb markierter Wanderweg vom Tal Dolina Pięciu Stawów Polskich ins Tal Dolina Gąsienicowa.

## Erstbesteigung
Er wurde um 1838 von Ludwik Zejszner zum ersten Mal urkundlich nachweisbar bestiegen.

## Weblinks

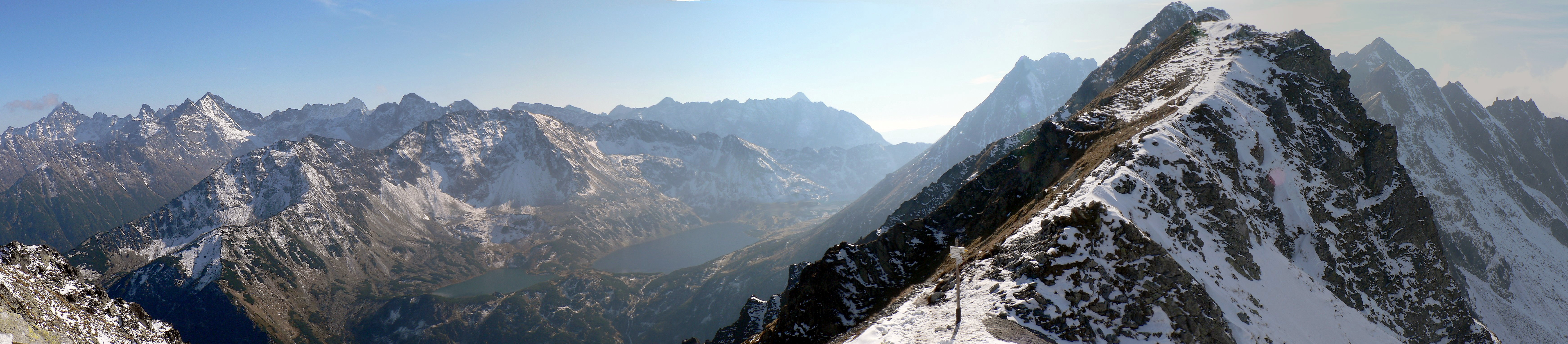
Blick vom Pass in das Tal Dolina Pięciu Stawów Polskich